# The interview (L'entrevista)
The interview (L'entrevista) és una pel·lícula de comèdia d'acció de sàtira política estatunidenca del 2014 produïda i dirigida per Seth Rogen i Evan Goldberg en el seu segon treball de direcció, després de Gresca fins al final (2013). El guió va ser escrit per Dan Sterling, que va basar-se en una història que va escriure conjuntament amb Rogen i Goldberg. La pel·lícula és protagonitzada pel mateix Rogen i James Franco com a periodistes que preparen una entrevista amb el líder nord-coreà Kim Jong-un, interpretat per Randall Park, i que després són reclutats per la CIA per assassinar-lo. S'ha doblat i subtitulat al català.
Rogen i Goldberg van desenvolupar la idea de The interview a finals dels anys 2000, amb Kim Jong-il com a objectiu original de l'assassinat. L'any 2011, després de la mort de Kim Jong-il i la successió de Kim Jong-un com a líder nord-coreà, Rogen i Goldberg van tornar a desenvolupar el guió per centrar-se en el personatge de Kim Jong-un. El film es va anunciar per primera vegada el març de 2013 a l'inici de la preproducció. El rodatge principal va tenir lloc a Vancouver d'octubre a desembre de 2013. La pel·lícula va ser produïda per Columbia Pictures, LStar Capital i Point Grey Pictures de Rogen i Goldberg, i distribuïda per Sony Pictures Releasing.
El juny de 2014, el govern de Corea del Nord va amenaçar de prendre mesures contra els Estats Units si Sony estrenava la pel·lícula. Com a resultat, Sony va retardar l'estrena de la pel·lícula d'octubre a desembre i, segons es diu, va reeditar la pel·lícula per tal de fer-la més acceptable per a Corea del Nord. El novembre d'aquell any, els sistemes informàtics de Sony van ser piratejats pels "Guardians de la Pau", un grup de ciberdelinqüència suposadament connectat amb el govern de Corea del Nord que també va amenaçar amb atacs terroristes contra els cinemes que projectessin la pel·lícula. Això va fer que les principals cadenes de cinema optessin per no estrenar la pel·lícula i Sony la va llancer de lloguer i compra digitals en línia el 24 de desembre de 2014, seguida d'una estrena limitada en una selecció de cinemes l'endemà.
The interview (L'entrevista) va recaptar 40 milions de dòlars en lloguers digitals, es va convertir en el llançament digital més reeixit de Sony i va guanyar 12,3 milions de dòlars addicionals a tot el món en venda d'entrades a taquilla amb un pressupost de 44 milions de dòlars. Va rebre crítiques en diversos sentits pel seu humor i per la temàtica, tot i que van elogiar les interpretacions de Franco i Park.